# Anaksibia (córka Biasa)
Anaksibia (także Anaksibie, gr. Ἀναξίβια Anaxíbia, łac. Anaxibia) – w mitologii greckiej królewna Argos, królowa Jolkos.
Uchodziła za córkę Biasa. Z Peliasem, który był jej mężem, miała kilkoro dzieci: Alkestis, Akastosa, Pejsidike, Hippotoe, Meduzę.